# Les Dimanches de Ville-d'Avray
Pour plus de détails, voir Fiche technique et Distribution.
Cybèle ou les Dimanches de Ville-d'Avray, souvent abrégé en Les Dimanches de Ville-d'Avray, est un film dramatique français réalisé par Serge Bourguignon, sorti en 1962.
Ce film obtient un immense succès au Japon et aux États-Unis où il reçoit l'Oscar du meilleur film en langue étrangère en 1963.

## Synopsis
Pierre, un ancien pilote de guerre, est devenu amnésique à la suite d'un accident d'avion en Indochine et ne parvient pas à se réintégrer au monde. Madeleine, l'infirmière qui l'a recueilli, lui consacre toute sa vie et son amour de femme seule. Un jour, en l'accompagnant à la gare de Ville-d'Avray (actuels Hauts-de-Seine), Pierre rencontre Françoise, dix ans, qui a perdu sa mère et que son père ramène dans une pension de religieuses. Alors que Pierre veut rapporter au pensionnat une sacoche oubliée par son père, les religieuses le prennent alors pour ce dernier et pensent qu'il vient chercher la fillette pour la journée. 
Il part donc avec elle et les deux se prennent d'amitié. Madeleine étant de service à l'hôpital toutes les fins de semaine, Pierre va ainsi, sans en parler à personne, emmener Françoise en promenade aux étangs de Corot, situés sur la commune, tous les dimanches après-midi. Une tendre et pure complicité s'établit entre eux. Mais cette relation dont Madeleine ignore tout fait bientôt scandale dans la ville.

## Fiche technique
- Titre : Cybèle ou les Dimanches de Ville-d'Avray
- Réalisation : Serge Bourguignon
- Scénario : Serge Bourguignon et Antoine Tudal, d'après le roman Les Dimanches de Ville-d'Avray de Bernard Eschasseriaux qui participe à l'écriture des dialogues
- Assistant réalisateur : Georges Lussan, Christian de Chalonge, Roberto Bodegas
- Photographie : Henri Decaë
- Montage : Leonide Azar
- Production : Fides, Trocadéro, Terra, Orsay, Romain Pinès
- Distribution : Columbia
- Musique originale : Maurice Jarre
- Pays de production :  France
- Format : Noir et blanc - 35 mm Ratio : 2,35:1 - procédé Franscope - Son Mono
- Genre : Drame
- Durée : 111 minutes
- Dates de sortie[2] :
  - France : 21 novembre 1962  (reprise : 7 avril 2010[3],[4])
  - Mostra de Venise : septembre 1962
  - États-Unis : 23 novembre 1962
  - Allemagne de l'Ouest : 1er mars 1963
- Entrées en France : 1 494 317 (source : CNC)

## Distribution
- Hardy Krüger : Pierre
- Patricia Gozzi : Françoise/Cybèle
- Nicole Courcel : Madeleine
- Daniel Ivernel : Carlos
- André Oumansky : Bernard

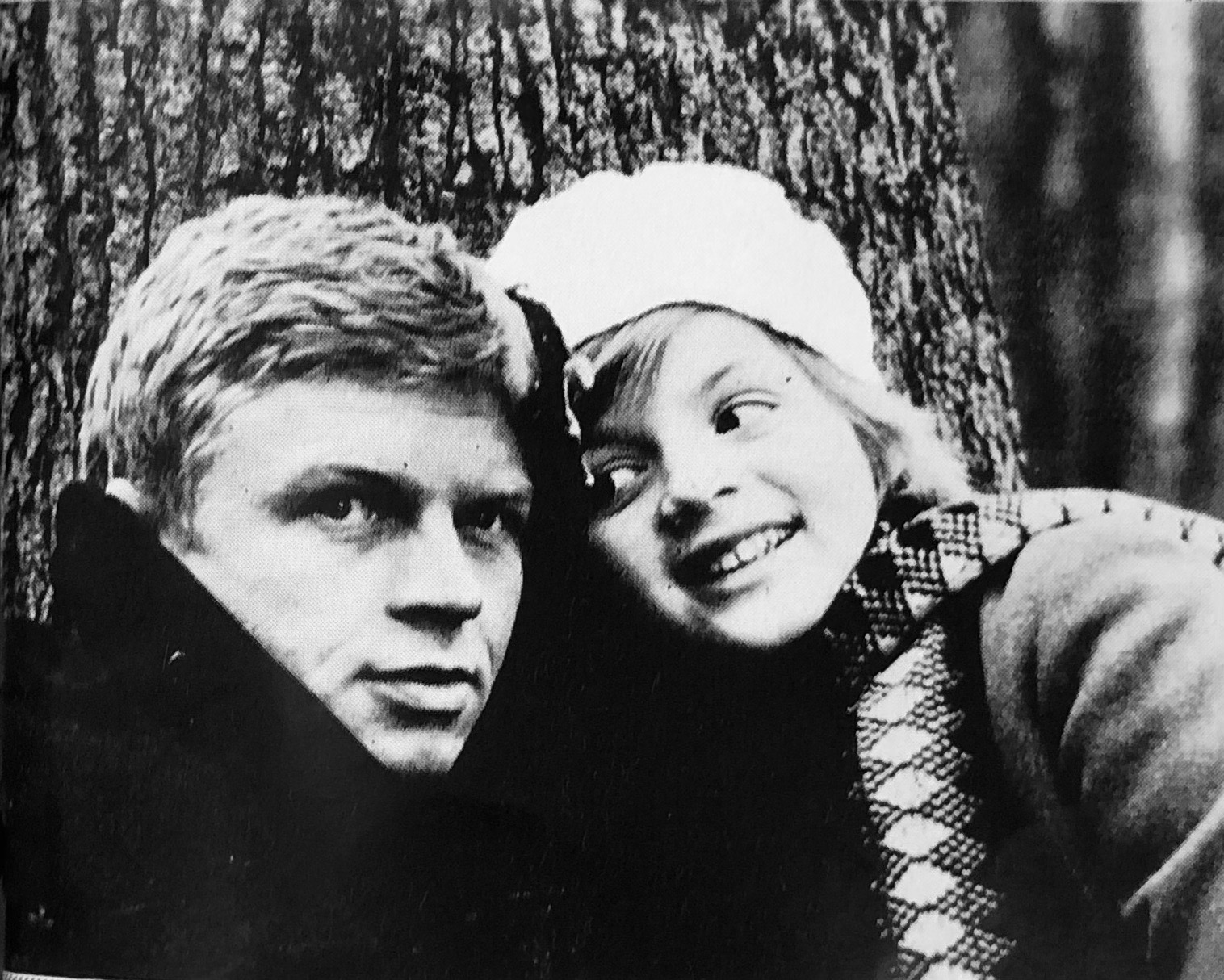
Hardy Krüger et * Patricia Gozzi dans une scène du film.

- Anne-Marie Coffinet : Françoise II
- Maurice Garrel : Le policier
- René Clermont : Le facteur
- Malka Ribowska : La voyante (en tant que Malka Ribovska)
- Michel de Ré : Fiacre, le pharmacien
- France Anglade : Lulu
- Serge Bourguignon : Le cavalier

## Distinctions
- 1962 : Mostra de Venise 1962 : Mention spéciale du jury et Prix Maschere (Prix de la critique internationale)
- 1962 : National Board of Review du meilleur film étranger
- 1963 : Oscar du meilleur film international
- 1963 : Golden Globes 1963 : Samuel Goldwyn International Award
- 1963 : Victoires du cinéma français : Prix du meilleur metteur en scène
- 1964 : Nomination à l'Oscar du meilleur scénario adapté et nomination à l'Oscar de la meilleure adaptation musicale
- 1964 : Blue Ribbon Award (Japon) du meilleur film étranger[5]

## Inspirations du film
Le film est très librement inspiré d'un roman du même nom de Bernard Eschasseriaux publié en 1959 aux éditions Grasset, puis dans la collection Le Livre de poche en 1971.
Lors de la réalisation de ce film, Serge Bourguignon pense avoir été influencé, sans doute inconsciemment, par plusieurs films japonais dont Comme une fleur des champs de Keisuke Kinoshita et Les Sept Samouraïs d'Akira Kurosawa, ainsi que par le théâtre Kabuki, la peinture chinoise et celle de Giotto.
Afin de bien situer l'action dans le temps, Serge Bourguignon fait entendre sur le poste à transistors d'un peintre amateur établi sur la berge des étangs de Corot le son de l'émission de Georges Lourier La Cote du Disquaire (générique extrait des Danses antiques d'Ottorino Respighi), qui était alors diffusée en modulation de fréquence tous les dimanches en début d'après-midi sur France IV Haute-Fidélité (devenu France Musique) entre 1959 et 1963 par la RTF.

## Réception
Le succès du film lors de sa présentation à la Mostra de Venise aurait été tel que le public, debout, l'ovationna pendant plusieurs minutes. Un distributeur américain le programme alors au Fine Arts Theater, un cinéma d'art et essai de New York, sous le titre anglais Sundays and Cybele. Il est qualifié de « “chef-d'œuvre”, entre Les Quatre Cents Coups de Truffaut et les films de Renoir », par le critique du New York Times et le film va connaitre le succès public aux États-Unis. De nombreuses célébrités américaines ont été émerveillées par le film de Serge Bourguignon, à tel point que trois cinéastes de renom l'ont parrainé pour la 35e cérémonie des Oscars. Il s'agit de William Wyler, John Huston et Billy Wilder.
Mais en France, aucun distributeur ne voulut initialement donner sa chance au film. « Ça va être difficile. C'est un film trop sentimental pour les intellectuels et trop intello pour le grand public », explique-t-on au réalisateur. Finalement, à la suite du succès américain, le film est présenté à Paris le 24 novembre 1962, en présence de plusieurs personnalités dont Agnès Varda, Alain Robbe-Grillet, Maurice Druon, Joseph Kessel et Henry Torrès. Malgré le mépris de la critique française, le film rencontre le succès, avec 1,8 million d'entrées.
À la suite de la sortie du film en France, un échange houleux eut lieu entre Bernard Eschasseriaux et Serge Bourguignon dans Le Figaro littéraire, le romancier accusant le cinéaste d'avoir « trahi » son ouvrage,,.

## Suites
Après le succès du film aux États-Unis, Serge Bourguignon, alors âgé d'une trentaine d'années, se voit proposer un contrat de sept ans par la 20th Century Fox, mais il refuse. Il tournera néanmoins en Californie en 1965 The Reward (La Récompense), un film à gros budget avec Max von Sydow, mais le film sera un échec.
Serge Bourguignon déclinera plusieurs propositions américaines pour un remake du film, mais a indiqué en 2015 être maintenant ouvert à l'idée.
Patricia Gozzi, qui joue Françoise / Cybèle — elle est alors âgée de 12 ans —, ne tournera ensuite que deux autres films — La Fleur de l'âge de John Guillermin en 1965 et Le Grabuge d'Édouard Luntz en 1973 — avant de mettre fin à sa carrière.
Le film est ressorti dans des salles françaises en avril 2010 en version restaurée et le 22 octobre 2014 en DVD et Blu-ray, simultanément en France (édité par Wild Side) et aux États-Unis (édité par Criterion).

## Lieux de tournage
Nombreuses vues de Ville-d'Avray, une banlieue bourgeoise de l'ouest de Paris, alors située dans l'ancien département de Seine-et-Oise, aujourd'hui dans celui des Hauts-de-Seine dont : .
- Les étangs de Corot, lieu de promenade dominicale de Pierre (Hardy Krüger) et la petite Françoise (Patricia Gozzi)
- La gare de Sèvres - Ville-d'Avray (située à Sèvres, à la limite de Ville-d'Avray) apparait plusieurs fois dans le film. On aperçoit ainsi Madeleine (Nicole Courcel) courant sur l'ancienne passerelle métallique (aujourd'hui disparue) pour prendre son train vers Paris.